# Art of Anarchy
Art of Anarchy é um supergrupo americano de hard rock formado em 2011 pelos irmãos gêmeos Jon e Vince Votta na guitarra e bateria, o atual baixista do Disturbed John Moyer, o ex-guitarrista do Guns N'Roses Ron "Bumblefoot" Thal como guitarrista rítmico e produtor e, mais recente o vocalista do Creed Scott Stapp substituindo o falecido Scott Weiland, ex-integrante do Velvet Revolver e membro formador do Stone Temple Pilots.

## História

### Com Scott Weiland (2011-2016)
A banda se originou de uma amizade entre Bumblefoot e os irmãos Votta há anos antes. Jon Votta e Bumblefoot falavam em montar uma banda. Foi finalmente consolidada quando John Moyer se juntou ao projeto. O nome da banda foi criado por Vince Votta.
A banda iniciou suas atividades em 2011 com Bumblefoot gravando partes para o álbum de estreia enquanto estava em turnê com o Guns N'Roses. Weiland escreveu e gravou vocais depois de enviar os arquivos de música por diversas vezes com Bumblefoot entre 2012 e 2013. Weiland também contribuiu nas sessões fotográficas de lançamento e nos vídeos musicais em Outubro de 2014.
A estreia do álbum autointitulado "Art Of Anarchy" foi definido para Junho de 2015. em 21 de Janeiro do mesmo ano eles lançaram uma amostra de 2:06 do novo álbum.
Bumblefoot foi o idealizador da produção do álbum. O primeiro single a ser lançado foi "Til The Dust Is Gone". O álbum contém 11 faixas. Weiland se distanciou do projeto afirmando: "Eu nunca estive na banda. Aquilo foi algo que eu executei enquanto eu não estava fazendo nada. Eu fui solicitado para escrever algumas letras e cantar algumas melodias nesse projeto, mas não é uma banda que eu faço parte". Weiland continuou a dizer também que a banda era formada por traiçoeiros desde o início que diziam ser um grupo sem personalidade sem um vocalista principal. De todo o modo, Thal desmentiu: "nós cinco fizemos um álbum juntos. Scott Weiland é o vocalista atual da banda. Isso é fato. Não tem discussão". Apesar dos comentários feitos por Thal, Weiland não participou da turnê com a banda em prol do novo álbum deles.

#### Morte de Scott Weiland
No dia 3 de Dezembro de 2015, Scott Weiland foi encontrado morto no seu ônibus de turnê por volta das 21:00 horas, um dia antes de sua apresentação em Minnesota com sua banda The Wildabouts.
Em 22 de Dezembro do mesmo ano, "Em memória de Scott Weiland...", Art of Anarchy disponibilizou o álbum gratuitamente para seus fãs.

### Com Scott Stapp (2016-Atualmente)
Em 3 de Maio de 2016 o então vocalista do Creed Scott Stapp anunciou que substituiria o ex-vocalista do grupo.
Em Julho de 2016 no 2016 APMA, Stapp disse que ele iria estrear com o grupo em Outubro do mesmo ano e que um novo álbum seria lançado em 2017.
"É uma mistura perfeita de membros vindos de suas respectivas bandas. Isso é tipo Disturbed encontra-se com Guns N'Roses, que, por sua vez, encontra-se com Creed".
O primeiro single do segundo álbum de estúdio foi nomeado "The Madness" e a primeira aparição do grupo ao vivo com o novo vocalista  foi realizada em 27 de Outubro de 2016 no Gramercy Theatre,Nova York. O segundo álbum da banda, e primeiro com Stapp assumindo os vocais, também nomeado "The Madness" foi lançado em 24 de Março de 2017. Art Of Anarchy iniciou turnê de divulgação do segundo álbum em Abril do mesmo ano de lançamento.